# 吳桓 (臺灣)
吳桓（1938年3月14日—2006年6月4日），台灣電影及電視演員、編劇、導演、製作人、主持人，國立臺灣藝術專科學校影劇科第一屆畢業。他與藝人出身的前妻董德齡育有一子吳開文，離婚後與已有兩女的陳小心交往14年才再婚；他與陳小心未生育。
1988年6月22日，台視演藝中心在台視贊助下成立「台視華夏劇團」，以「推展話劇運動，提升戲劇水準，增加演藝人員演出機會」為宗旨，團址設於台視演藝中心內，曹健擔任團長，范守義擔任總幹事，雷鳴、崔福生、張方霞、吳桓、田文仲擔任團務委員，台視基本演員皆為該團基本演員。
2005年3月，吳桓因久咳就醫，證實罹患肺癌。2006年4月21日，陳小心代替吳桓出席董氏基金會「戒菸就贏」活動記者會，呼籲吸菸者戒菸；陳小心說，吳桓常熬夜拍戲，藉抽菸求靈感，兩年半前因進行心臟繞道手術而開始戒菸，但仍於2005年3月被證實罹患肺癌，「儘管他後悔自己是老菸槍，卻於事無補」。 
2006年6月4日，吳桓因肺癌病逝於三軍總醫院內湖院區，享年68歲。2006年6月10日，吳桓家屬於台北市立第二殯儀館火化吳桓遺體，骨灰放在基隆市信義區深澳坑路「台北聖城」。
吳開文曾拍過諾比冰心、台灣大哥大、三菱汽車等廣告及《殺夫》、《玉卿嫂》等電視劇 和電影，曾經投資自創服飾品牌「asphalt」，也開始當起了廣告導演，拍攝超過三十部，還有曾經投資開設「禾翎數位影像製作有限公司」（Magnificent Media）2022年已經轉讓給股東退出公司。2015年吳開文和董德齡開了一間餐廳「員工餐廳」，餐廳特色是家常菜、外省菜已在疫情前休業。目前吳開文在彰洋材料股份有限公司任職行銷副總監。

## 作品

### 電影
- 中央電影公司紀錄片《三義鄉的木雕》
- 中央電影公司紀錄片《明潭傳奇》
- 台灣省電影製片廠電影《小鎮春回》（曾獲得第7屆金馬獎最佳編劇獎）
- 台灣省電影製片廠電影《梨山春曉》
- 台灣省電影製片廠電影《歌聲魅影》
- 電影《舉手之勞》[7]
- 電影《大小通吃》編劇或導演
- 電影《野鴿子黃昏》編劇或導演
- 電影《綿羊山》編劇或導演
- 電影《衝刺》編劇或導演
- 電影《新娘與我》編劇
- 電影《門裡門外》編劇
- 電影《福祿壽》編劇
- 電影《熱浪》編劇

### 紀錄片
- 國和傳播公司《日月潭傳奇》（《芬芳寶島》第16集）

### 電視
- 臺灣電視公司1971年連續劇《台視國語電視小說－大刀王五》飾演王五
- 臺灣電視公司1973年連續劇《星河》主演
- 臺灣電視公司1974年連續劇《庭院深深》飾演柏霈文
- 臺灣電視公司1977年連續劇《絕代雙驕》戲劇指導、飾演燕南天
- 臺灣電視公司1982年連續劇《巴黎機場》編劇〔曾獲得第18屆金鐘獎電視編劇獎（張龍光、吳桓、何祖武）〕
- 臺灣電視公司1983年連續劇《風滿樓情滿樓》編劇或導演
- 臺灣電視公司《生活廣場》主持人（與李玲秀主持）[8]
- 中國電視公司1984年連續劇《創作劇坊－昨夜星辰》戲劇指導、主題曲作詞
- 中國電視公司1987年連續劇《窗外有情天》製作人
- 中國電視公司1987年連續劇《黃金劇場「人間有情系列」－午夜門神》編劇或導演
- 中國電視公司1989年連續劇《中視劇場「大地有愛系列」－最後的馨香》編劇或導演
- 中國電視公司1999年連續劇《海海的人生》編劇、戲劇指導
- 中華電視公司1992年連續劇《今生無悔》製作人（與洪善群製作）
- 公共電視文化事業基金會連續劇《家》編劇或導演
- 連續劇《上車》編劇或導演
- 連續劇《鹹魚翻身》編劇或導演
- 公共電視文化事業基金會連續劇《鹽田兒女》編劇
- 公共電視文化事業基金會連續劇《汪洋中的一條船》編劇或導演
- 公共電視文化事業基金會單元劇《人生劇展－我還有一隻腳》導演[9]
- 公共電視文化事業基金會單元劇《人生劇展－今天不上班》導演[10]
- 公共電視文化事業基金會單元劇《人生劇展－沉默的母親》導演[11]
- 公共電視文化事業基金會單元劇《人生劇展－三尾活龍》導演

## 外部連結
- 吳桓在互联网电影资料库（IMDb）上的資料（英文）（英文）
- 吳桓在香港影庫上的簡介
- 吳桓在时光网上的簡介（简体中文）